# فرانس فاندرلخت
فرانس فاندرلخت (10 نيسان 1938 – 7 نيسان 2014) أو فرانس فاندرلوخت (بالإنجليزية: Frans van der Lugt) هو رجل دين مسيحي كاثوليكي ينتمي للرهبنة اليسوعية، ولد في أمستردام، هولندا وتوفي في حمص، سوريا.

## سيرته
الأب فرانس فان دِر لُوخت هولّنديّ الجنسيّة. أبصر النور في 10 نيسان / أبريل 1938 بمدينة لاهاي  لوالديه غُودفريدُس وماريا. أنهى دروسه الابتدائيّة والثانويّة في مسقط رأسه وفي مدينة أمستردام والتحق بالرهبانيّة اليسوعيّة في 7/9/1959.
توزّعت تنشئته الرهبانيّة الطويلة بين هولّندا (الفلسفة) ولبنان (درس العربيّة) وفرنسا (اللاهوت) وفرنسا مجدّدًا لتحضير دكتوراه في علم النفس والمعالجة النفسيّة. رُسِم كاهنًا في 29/5/1971. وعمل في سوريا منذ العام 1976 وبدون انقطاع، متنقّلًا بين مدنها الرئيسة دمشق وحمص وحلب واللاذقيّة، ملقيًّا المحاضرات ومرافقًا في ميادين اختصاصاته الروحيّة واللاهوتيّة والنفسانيّة.
إنّه واحد من جيل اليسوعيّين الهولّنديين الذين قدموا ليمدّوا يد مساعدة قويّة إلى اليسوعيّين الفرنسيّين في الشرق الأدنى. لقد أظهر اهتمامًا بالناس المعوزين منذ دراسته الفلسفيّة في نيمغِن (Nijmegen  )، واضعًا في تصرّفِهم فضلات الطعام في الدير. وفي أثناء دراسته اللاهوتيّة في فورفيير (Fourviere  ) في خضمّ الاضطرابات التي أعقبت أيّار/مايو 1968، طلب دارسو الشرق الأدنى الإذن في إنشاء جماعة صغيرة في كالوير وكوير (Caluire et Cuire  )، لمزيد من المشاركة الجماعيّة. وقد وَفّرَت له تلك الاستقلاليّة النسبيّة الحريّة ليحافظ على شبكة علاقات اجتماعيّة، ولا سيّما بفضل التمارين الرياضيّة التي برع فيها (اليوغا).
لم يكن ميله إلى البحث الفكريّ الذي دفعه إلى كتابة أطروحته في علم النفس حول الكهنة المتزوّجين، بل انتباهه إلى الأشخاص، واهتمامه بالناس الذين التقاهم، أيًّا كانت انتماءاتهم الدينيّة وقناعاتهم. لقد بدأ حياته الرسوليّة لدى تلاميذ مدرسة حمص قبل تأميمها. كما نشّط جماعات شبيبة في حلب ودمشق وحمص، وباشر بإلقاء الرياضات الروحيّة على الشبيبة في صلنفة... وبقي من ثمّ أمينًا على إلقاء الرياضات الروحيّة، مُطلقًا في الوقت عينه مبادراتٍ عبّرت عن اهتمامه بالإنسان عمومًا. وفي الواقع، لقد فهِم أنّه ما من مستقبل للكنيسة في سوريا إلاّ بانفتاحها على المسلمين. وهكذا باشر بمشروع «الأرض»، وهو مشروع زراعيّ في ضواحي حمص على صلة بالقرى المسيحيّة والإسلاميّة المجاورة، يعتني بوجهٍ خاصّ بالمعوّقين العقليّين في تلك القرى ويقوم بنشاطات لهم. ولسنوات، بقي ينظّم «المسير»، المسيرات الطوال لأيّام عدّة في الطبيعة، التي استقطبت شبانًا وشابّات مسيحيّين ومسلمين على السواء، من مختلف أنحاء سوريا. وأظهر في جميع التزاماته الرسوليّة طاقة كبيرة مبرهنًا بذلك على قدرة عملٍ جديرة بالإعجاب. كما كشف دومًا قدرة تأقلم كبيرة مع الأشخاص المختلفين والرسالات المتنوّعة.
ساعد في ذلك شعوره الإنسانيّ الذي أعطاه تلك القدرة على جمع الناس وطمأنتهم. كما خلق في الجماعة جوًّا مريحًا وبسيطًا، مُعطيًا دومًا الوقت للخدمات التي يطلبها منه رفاقه، على الرّغم من أعماله المتعدّدة.
ناحيتان من الروحانيّة الإغناطيّة ميّزت علاقاته بالآخر: أوّلاً، «الافتراض السابق» الإغناطيّ (رقم 22 في الرياضات الروحيّة)، الذي حثّه على التعامل والآخر «بإيجابيّة بديهيّة» وبثقة جعلاه يرى النواحي الإيجابيّة لديه؛ وثانيًّا، قدرة كبيرة على الإصغاء، الأمر الذي يولّد لدى الناس الذين كان يقابلهم الشعور بأنّهم محترمون ومفهومون.
اختارته تلك القيَم الإنسانيّة طبيعيًّا ليشغل مراكز مسؤوليّة، لا سيّما كرئيسِ ديرٍ في حمص ودمشق، وكمندوب للرئيس الإقليميّ في سوريا.

## وفاته
في حوالي الساعة 09:30 صباحا من يوم الاثنين 7 أبريل 2014 وعن عمر 75 سنة من العمر تمت عملية اغتياله.
وذكر محافظ محافظة حمص، طلال برازي، أنه قتل على أيدي متطرفين من جبهة النصرة. وعبر المتحدث باسم الفاتيكان عن «الالم الشديد بسبب وفاته»، وفقا لما ذكرت بي بي سي، وزير الخارجية الهولندي فرانز تيميرامنس وصف قتله «بالجبان».
في نداء لإنهاء العنف في حمص وبقية سوريا البابا فرنسيس ينعي الاب فان ديرلوخت:
<<يوم الاثنين الماضي في مدينة حمص السورية فرانز فان ديرلوخت اغتيل الأخ اليسوعي الهولندي، 75 عاما، الذي وصل إلى سوريا قبل نحو 50 عاما>>

## من مؤلفاته
- كتاب: من الفشل إلى النجاح.
- كتاب: الإصغاء والحب.
- كتاب: من أنت ايها الحب؟

## آخر ما كتبه
" نُحضر أنفسنا للعيد الكبير … عيد العبور من الموت إلى الحياة … تتجلى الحياة من حفرة مظلمة ويُبصر الناس الموجودون في بقعة سوداء نوراً عظيماً …..
نتمنى هذه القيامة لسوريا …. وإلى الأمام"

## وصلات خارجية
صفحة الفيسبوك
ويكي الاقتباس